# Bokermannohyla sapiranga
A Bokermannohyla sapiranga a kétéltűek (Amphibia) osztályának békák (Anura) rendjébe és a levelibéka-félék (Hylidae) családjába tartozó faj. A fajt 2012-ben írta le Reuber Albuquerque Brandão, Rafael Félix, De Magalhães, Adrian Antonio Garda, Leandro Abrósio Campos, Antonio Sebben, Natan és Medeiros Maciel.

## Előfordulása
A Bokermannohyla pseudopseudis csoportba tartozó új faj Brazília endemikus faja, Goiás állam és ország közepében elterülő szövetségi kerület magas hegyeinek folyóiban és galériaerdeiben honos.

## Megjelenése
A Bokermannohyla sapiranga közepes méretű békafaj, a hímek hossza 45,6 +/–4,7 mm, a nőstényeké 46,9 +/–6,2 mm. Morfológiai jellegzetességei, élőhelye és viselkedése miatt a Bokermannohyla pseudopseudis csoportba sorolták be. A Bokermannohyla pseudopseudistól fejének szélességében és hosszában, a szemek közötti távolságban és negyedik ujjának korongjában különbözik. Hangja bizonyos mértékig hasonlít a Bokermannohyla pseudopseudiséra, különbségek főként kiáltásának felépítésében, spektrális jellemzőiben, valamint annak hosszában, az egyes hangok tartamában és a kiáltásonkénti hangok számában találhatók.